# Stefan Aigner
Stefan Aigner, né le 20 août 1987 à Munich, est un footballeur allemand évoluant au poste d'attaquant au SV Wehen Wiesbaden, en troisième division allemande.

## Biographie

### Jeunesse
Stefan Aigner commence le football dans les équipes jeunes du TSV Munich 1860 où il joue dans toutes les catégories jusqu'en junior, ensuite il quitte le club pour le SV Wacker Burghausen, qui évolue en deuxième division allemande.

### Wacker Burghausen
A Burghausen il commence sa carrière professionnelle, le 11 août 2006, dès la première journée de la saison 2006-2007, en 28 rencontres il marquera 5 buts. Le club sera relégué en fin de saison et il change de club.

### Arminia Bielefeld
Il arrive à l'Arminia Bielefeld durant l'été 2007, mais ne démarre que dans l'équipe réserve, le 14 septembre 2008 il fait ses débuts en Bundesliga, il sera essentiellement remplaçant et ne totalisera que 33 minutes de jeu en 5 rencontres. Durant la pause hivernale il retourne dans son club d'enfance le TSV Munich 1860.

### Munich 1860
Lors de la saison 2009-2010 il est avec huit buts le meilleur buteur du club, la saison suivante il se blesse le 23 octobre 2010, il ne reviendra que pour les matchs retours. En janvier 2012 il déclare ne pas vouloir prolonger son contrat qui se termine en fin de saison, à la suite de mésententes avec l'investisseur et président du club, Hasan Ismaik.

### Eintracht Francfort
Pour la saison 2012-2013 il arrive à l'Eintracht Francfort, il obtient un contrat jusqu'en 2018.

### Retour à Munich
En juillet 2016 il retourne au Munich 1860, il sera le capitaine de l'équipe, mais le club est relégué en fin de saison et rétrogradé en quatrième division, Stefan Aigner quitte de nouveau son club de cœur.

### Expérience américaine
En 2017, il part rejoindre les Rapids du Colorado, son contrat dure jusqu'en 2020, après un bon début de saison, il tombe en disgrâce avec l'arrivée d'un nouvel entraîneur, en fin de saison il obtient un arrangement avec son club pour le quitter.

### KFC Uerdingen
Pour la saison 2018-2019 il obtient un contrat chez le club nouvellement promu en troisième division allemande, le KFC Uerdingen 05.

## Palmarès
Néant